# São Francisco do Sul (kommun)
São Francisco do Sul är en kommun i Brasilien.   Den ligger i delstaten Santa Catarina, i den södra delen av landet, 1 200 km söder om huvudstaden Brasília. Antalet invånare är 42 569.
Följande samhällen finns i São Francisco do Sul:
- São Francisco do Sul

I omgivningarna runt São Francisco do Sul växer i huvudsak städsegrön lövskog.